# 日本原子力研究開発機構
国立研究開発法人日本原子力研究開発機構（にほんげんしりょくけんきゅうかいはつきこう、英：Japan Atomic Energy Agency、略称：原子力機構、JAEA）は、原子力に関する研究と技術開発を行う国立研究開発法人である。 

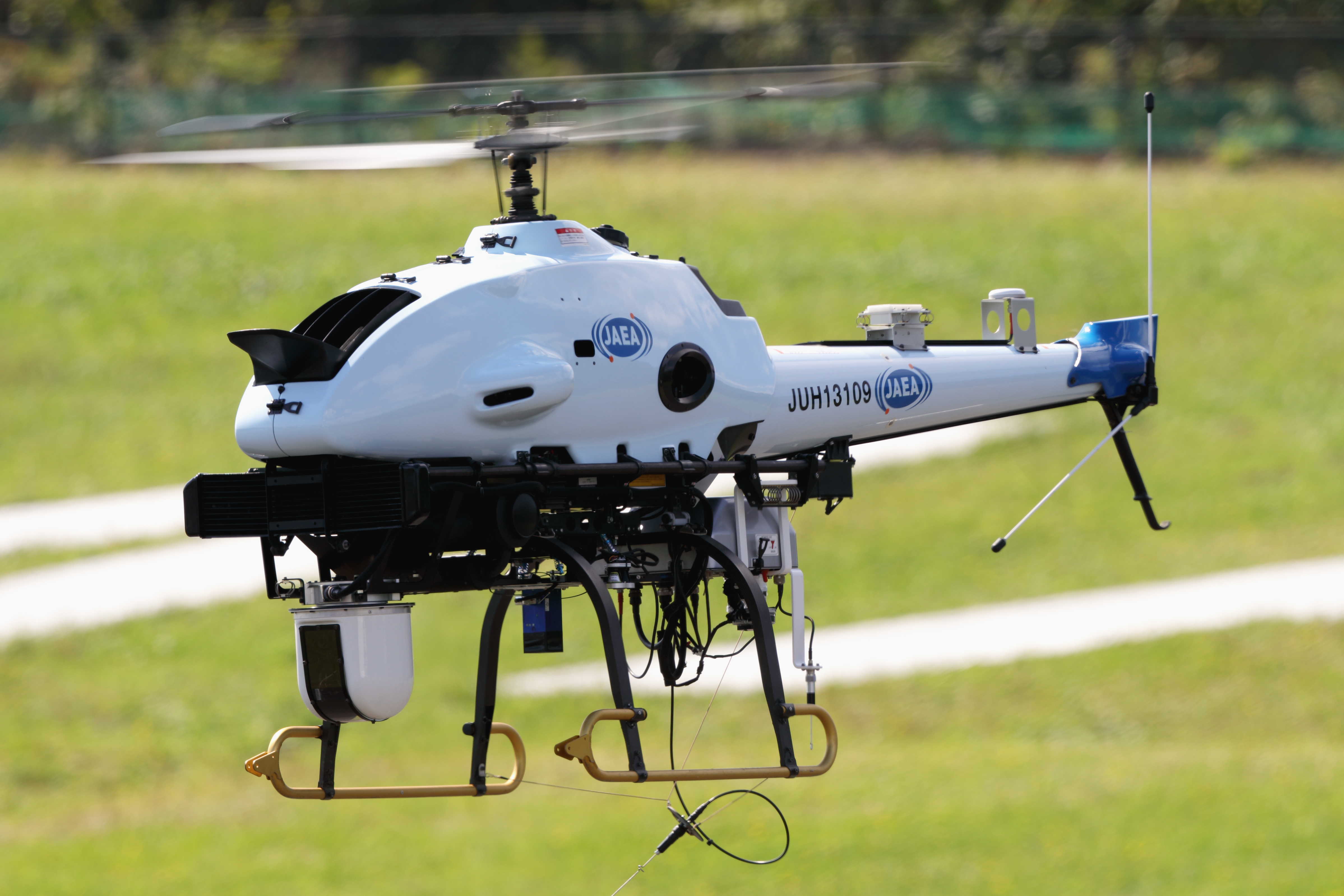
ヤマハ発動機RMAX G1に専用の放射線測定システムを搭載し、地上からの直達γ線及び空気による散乱線を測定する事ができる、JAEAの空間線量測定用無人ヘリコプター。

日本原子力研究所（JAERI、略称：原研）と核燃料サイクル開発機構（JNC、略称：サイクル機構）を統合再編して、2005年10月に独立行政法人日本原子力研究開発機構として設立。2015年4月に国立研究開発法人に改組した。2016年に一部の組織を国立研究開発法人放射線医学総合研究所に分離し、放射線医学総合研究所は量子科学技術研究開発機構となった。

## 組織
最新の情報は、日本原子力研究開発機構のWEBサイトを参照のこと。

### 本部組織
- 安全・核セキュリティ統括部
  - 安全管理部
  - 核セキュリティ管理部
- 経営企画部
- 海外事業統括部
- 研究開発推進部
- 総務部
- 人材開発部
- 財務契約部
- 国際部
日本国外の機関との協力のため、パリ、ワシントンD.C.及びウィーンに事務所を有する。
- 監査室
- 統括監査の職
- エネルギー研究開発領域
  - 高速炉サイクルプロジェクト推進室
  - 高温ガス炉プロジェクト推進室
- 研究開発力強化領域
- バックエンド領域
  - 埋設事業センター
- 建設部
- システム計算科学センター
原子力科学研究所内に所在するほか、千葉県柏市柏の葉にも研究者が駐在する。元は日本原子力研究所の計算科学技術推進センターで、台東区東上野に設置されていた。大規模並列演算部（理論ピーク性能200TFLOPS）、次世代コード開発部（理論ピーク性能12TFLOPS）、共有メモリ型演算サーバ（理論ピーク性能1.92TFLOPS）からなる日本最速のスーパーコンピュータシステムが稼働を開始。新システムで実施したLINPACKベンチマークによる性能測定において、186.1TFLOPSの実行性能を達成した[2]。その約2ヶ月後、行政刷新会議による平成22年4月の事業仕分けで、システム計算科学センターは廃止または東海研究開発センター内への移転を勧告された[3]。2011年1月31日、東京大学と計算科学研究協力に関する覚書を締結し、同センターの研究者が東大柏キャンパスに駐在することとなった[4]。5月1日に東大柏キャンパス内に移転。さらに、2014年10月6日に柏の葉キャンパス駅前サテライトへ移転した。
- 原子力人材育成センター
産官学連携の原子力人材育成ネットワークを設立し、機関横断的に人材育成を行う。放射線取扱主任者などの国家試験受験のコース、および合格後の講習を実施している。
- 核不拡散・核セキュリティ総合支援センター
2005年に核不拡散科学技術センターが設置され、2011年に核物質管理科学技術推進部へ名称変更した。一方、2010年4月にアメリカで開催された「核セキュリティサミット」において、当時首相だった鳩山由紀夫がアジア各国をはじめ、原子力新規導入国などに対する核不拡散・核セキュリティ強化に貢献することを目的とした組織を設置することを表明した。これを受け、同年12月27日に核不拡散・核セキュリティ総合支援センターが設置された。2014年4月にこれらを統合し、新たな核不拡散・核セキュリティ総合支援センターとなった。

### 拠点組織
- 福島廃炉安全工学研究所
福島第一原子力発電所事故に対し、原子力機構の総力を挙げて調査・検討し今後の対策を施すなどの貢献を目的として、2011年5月6日に福島支援本部が設置された[5]。新設時は東京事務所に置かれていた。同年11月21日に改組され、福島技術本部となった。原子力機構の各研究拠点の専門性を活用し、中・長期的課題に戦略的に取り組むこととしている。除染モデル実証事業、除染技術実証試験事業、環境モニタリング、放射線量率分布・汚染分布調査などを実施。
2014年4月に福島技術本部、東海研究開発センター・大洗研究開発センター・高崎量子応用研究所の福島技術開発関係の機能を集約して、福島研究開発部門が設置された[6]。
- 原子力安全・防災研究所
  - 原子力緊急時支援・研修センター：原子力に関する緊急事態が発生した場合に、地方自治体などの要請に応じ、各種の技術支援を行う。福島第一原子力発電所事故においては、同センターを中心に各拠点と連携し総力を挙げて、環境放射線モニタリング、環境放射能分析、住民問合せ窓口等の運営等の支援活動を実施。
- 原子力科学研究所
- J-PARCセンター
- 大洗原子力工学研究所
材料試験炉JMTR、高速増殖炉の実験炉常陽、高温ガス炉の実験炉高温工学試験研究炉開発・運用およびその核熱を利用した熱化学水素製造および水素の活用研究を実施している。
- 核燃料サイクル工学研究所
- 人形峠環境技術センター
日本国内では唯一ウラン鉱石が産出された人形峠に設置された研究所。主にウラン濃縮技術の研究を実施していたが、現在は製錬転換施設の設備解体、遠心分離機の処理、放射性廃棄物の処理・計測技術等の技術開発を進めている。また、ウラン探鉱作業で生じた岩石、土砂からレンガを製造、頒布している。
- 東濃地科学センター
結晶質岩を対象に、地下に研究坑道を掘り、高レベル放射性廃棄物の地層処分技術に関する研究開発を行っている。放射性廃棄物を持ち込まないことや、処分場にしないことを協定で地元と約している。
- 幌延深地層研究センター
堆積岩を対象に、地下に研究坑道を掘り、高レベル放射性廃棄物の地層処分技術に関する研究開発を行っている。放射性廃棄物を持ち込まないことや、処分場にしないことを協定で地元と約している。
- 青森研究開発センター
むつの原子炉の廃止措置や加速器質量分析装置を利用した研究を行うむつ事業所を含む研究拠点。
- 敦賀事業本部
- 新型転換炉原型炉ふげん
新型転換炉原型炉ふげんの廃止措置を進めている。
- 高速増殖原型炉もんじゅ
高速増殖原型炉もんじゅの廃止措置を進めている。

## 事故
- 2017年6月6日、日本原子力研究開発機構大洗研究開発センターで、内部被曝が発生した[7]。作業員5名が多量の放射性物質を吸い込んだ。命に別状はなし。

## 主な施設
- JRR-1
- JRR-2

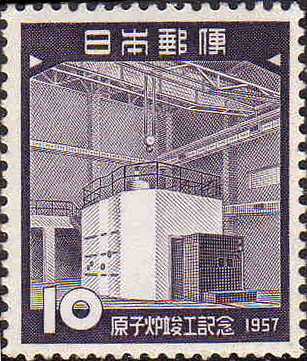
竣工記念として記念切手に描かれたJRR-1原子炉

- JRR-3：実験用原子炉JRR-3Mとして稼働中
- JRR-4
- NSRR
- タンデム加速器施設
- J-PARC：大強度陽子加速器。高エネルギー加速器研究機構との共同建設
- NUCEF：バックエンド研究施設BECKY、定常臨界実験装置STACY、過渡臨界実験装置TRACY
- RFEF：燃料試験施設
- JMTR：材料試験炉
- 高温工学試験研究炉（HTTR）
- 常陽
- もんじゅ：高速増殖炉。廃炉作業中
- ふげん：新型転換炉。廃炉作業中
- SPring-8：大型放射光施設。理化学研究所との共同建設・運営であったが、現在は利用研究のみ。また、2本のビームラインが量研機構に移管されたが、放射化物実験棟は残された。

## 職制

### 役員
- 理事長、副理事長（敦賀本部長）、理事（定員6名）
- 監事（定員2名）

### 常勤職員
- 研究系、技術系
  - 研究所長、副所長、部門長、副部門長、コニット長、センター長、副センター長
  - グループリーダー、室長、室長代理
  - サブリーダー
  - 研究員、技術員
- 事務系
  - 部長
  - 次長
  - 課長、室長
  - 課長代理、室長代理
  - 主査

職位と肩書きには以下の様な関係がある。
| 職位       | 研究系       | 技術系       | 事務系   |
| ---------- | ------------ | ------------ | -------- |
| 部長級     | 上級研究主席 | 上級技術主席 | 上席参事 |
| 次長級     | 研究主席     | 技術主席     | 参事     |
| 課長級     | 研究主幹     | 技術主幹     | 主幹     |
| 課長補佐級 | 研究副主幹   | 技術副主幹   | 副主幹   |
| 係長級     |              |              | 主査     |

### 有期雇用職員等
- 任期付研究員
- 博士研究員
- 特別研究生（大学院生）
- 特定課題推進員
- 技術開発協力員
- 常勤職員[8]。
- テクニカルパートタイマー
- 客員研究員

### 歴代理事長
| 代 | 氏名       | 在任期間      | 主要な経歴                   |
| -- | ---------- | ------------- | ---------------------------- |
| 1  | 殿塚献一   | 2005年-2007年 | 核燃料サイクル開発機構理事長 |
| 2  | 岡崎俊雄   | 2007年-2010年 | 科学技術事務次官             |
| 3  | 鈴木篤之   | 2010年-2013年 | 原子力安全委員会委員長       |
| 4  | 松浦祥次郎 | 2013年-2015年 | 原子力安全委員会委員長       |
| 5  | 児玉敏雄   | 2015年-2022年 | 三菱重工業副社長             |
| 6  | 小口正範   | 2022年-現職   | 三菱重工業副社長             |

## 主要関連法人
- 高度情報科学技術研究機構（RIST）
東海事務所が原子力科学研究所構内に所在する[9]。原子力コードセンターでは、原子力機構で開発されたソフトウェアを含む原子力コードの配布を行っている[10]。
- 放射線計測協会
本部が原子力科学研究所構内に所在する[11][12]。
- 放射線利用振興協会
本部・東海事業所が原子力科学研究所構内に所在する[13]。原子力機構に対して、研究炉等の利用に係る技術支援を行っている[14]。